# 리얼 바웃 아랑전설 2
《리얼 바웃 아랑전설 2: 더 뉴커머스》는 SNK에서 제작한 1998년 아케이드 대전 격투 게임이다. 《아랑전설》 시리즈의 일곱 번째 게임으로 자사의 아케이드 기판 네오지오로 개발됐다. 북미 및 유럽 지역에선 《리얼 바웃 페이탈 퓨리 2: 더 뉴커머스》라는 제목으로 출시됐다.
전작 《리얼 바웃 아랑전설 스페셜》에 이어 이야기가 존재하지 않는 개선판으로, 전작의 보스였던 기스 하워드와 볼프강 크라우저가 플레이어 캐릭터로 사용할 수 있는 것과 더불어 본작의 새 등장인물 리 샹페이와 릭 스트라우드, 숨겨진 캐릭터 알프레드가 추가돼 총 23명의 캐릭터가 등장한다. 게임플레이상으로 《리얼 바웃 아랑전설 스페셜》의 2라인 체제를 유지한 대신 플레이어들이 머무는 메인 라인과 임시로 회피 이동할 수 있는 사이드 라인으로 구별돼 라인 간의 차별화가 이뤄졌다. 또한 반격 및 수비로 활용할 수 있는 브레이크 샷 등 여러 기술들이 수정 및 추가됐다.
1998년 3월 20일 아케이드로 출시된 후 같은 해에 가정용 네오지오 콘솔 및 네오지오 CD로 이식판이 발매됐다. 그 외에 동시대의 가정용 플랫폼으로는 이식되지 않았다. 1999년에는 본작에 기반한 네오지오 포켓 컬러용 외전 《아랑전설: 퍼스트 컨택트》가 제작돼 발매됐다.
이후 아케이드판은 플레이스테이션 2으로 발매된 합본 《아랑전설 배틀 아카이브스 Vol. 2》에 수록됐으며, 버추얼 콘솔과 아케이드 아카이브스 등 각종 디지털 플랫폼을 통해 재발매됐다.

## 등장인물
- 테리 보가드
- 앤디 보가드
- 조 히가시
- 시라누이 마이
- 모치즈키 소카쿠
- 밥 윌슨
- 혼푸
- 블루 마리
- 프랑코 배쉬
- 야마자키 류지
- 진충슈
- 진충레이
- 김갑환
- 덕 킹
- 텅푸루
- 천친산

신 캐릭터
- 리 샹페이 (한국판: 이한나)
- 릭 스트라우드

중간 보스
- 빌리 칸
- 로렌스 블러드

보스
- 볼프강 크라우저 폰 슈트로하임
- 기스 하워드

CPU 전용 캐릭터
- 알프레드

## 발매
《리얼 바웃 아랑전설 2》는 1998년 3월 20일 아케이드로 처음 출시됐다. 네오지오 AES판과 네오지오 CD판은 같은 해에 각각 4월 29일, 7월 23일에 출시됐다. 한국 수입판의 경우 리 샹페이의 이름이 이한나로 개명되고 김갑환과 샹페이의 성우가 각각 안지환, 정미연으로 더빙한 차이점이 있다.
2008년 2월 22일에 발매된 플레이스테이션 2 합본 《아랑전설 배틀 아카이브스 Vol. 2》에 본작이 수록됐다. 해당 판에서는 컴퓨터 전용 캐릭터였던 알프레드를 플레이어 캐릭터로 사용할 수 있다. 해당 합본은 이후 2017년 3월 플레이스테이션 스토어를 통해 플레이스테이션 4에 재발매됐다.
1999년에 네오지오 포켓 컬러로 발매된 외전 《아랑전설: 퍼스트 컨택트》는 본작에 기반했다.

## 반응
일본 잡지 게임 머신의 1998년 5월 1일자에서 《리얼 바웃 아랑전설 2》를 당시 가장 인기있는 아케이드 게임으로 선정했다. 패미통에 의하면 네오지오 CD판은 발매 첫주에 11,821장의 판매량을 기록했다.

## 참조
1. ↑  일본어: リアルバウト餓狼伝説2 THE NEWCOMERS
2. ↑  영어: Real Bout Fatal Fury 2: The Newcomers